# Нортон (Зімбабве)
Нортон (англ. Norton) - місто на півночі центральної частини Зімбабве, на території провінції Західний Машоналенд.

## Географія
Розташоване приблизно за 40 км на захід від столиці країни, міста Хараре. Абсолютна висота - 1361 метр над рівнем моря .

## Населення
За даними на 2013 рік чисельність населення становить 78 515 осіб .
 Динаміка чисельності населення міста по роках: 
| 1982  | 1992  | 2002  | 2013  |
| ----- | ----- | ----- | ----- |
| 12400 | 20405 | 44054 | 78515 |

## Економіка і транспорт
У Нортоні є великий ЦБК. У районі міста вирощуються маїс, пшеницю і тютюн; є місце тваринництво.
Через Нортон проходить головна автомобільна дорога, що сполучає Хараре і Булавайо, а також залізниця між цими двома містами.